# 名草郡
名草郡為過去日本和歌山縣轄下的郡，已於1896年4月1日與海部郡合併為海草郡。
在1879年實施郡區町村編制法時的轄區包括現在的和歌山市除西部沿海外的大部分地區、海南市中部地區。

## 歷史
在日本最早的歷史文獻《日本書紀》中，曾提到神武天皇在神武東征期間曾到「名草邑」並斬殺了當地的女性族長名草戶畔；在《續日本紀》中則在703年首次記載到名草郡的名稱，《和名類聚抄》更說明名草郡是紀伊國的國府所在地。
江戶時代後，大部分地方都成為紀州藩領地，僅少部分區域屬於紀州藩附家老新宮藩和田邊藩。
1871實施廢藩置縣後，這些區域曾先後隸屬和歌山縣、新宮縣、田邊縣，不過在1872年的第一次府縣整併後即全數併入和歌山縣；1879年和歌山縣實施郡區町村編制法，將原屬和歌山城下町的區域劃出設立為和歌山區，其餘區域則正式的設置了近代的行政區劃「名草郡」，並在秋月村（位於現在的和歌山市）設置「名草海部役所」，同時負責管轄名草郡和海部郡。

### 沿革

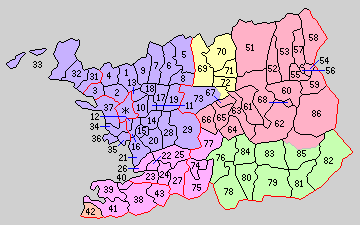
1889年名草郡轄下的行政區劃：
1.楠見村、2.野崎村、3.松江村、4.貴志村、5.山口村、6.紀伊村、7.直川村、8.川永村、9.有功村、10.宮村、11.鳴神村、12.岡町村、13.中之島村、14.岡崎村、15.三田村、16.宮前村、17.西和佐村、18.四箇鄉村、19.和佐村、20.安原村、21.紀三井寺村、22.日方村、23.內海村、24.大野村、25.龜川村、26.黑江村、27.巽村、28.西山東村、29.東山東村
（紫色：現屬和歌山市、桃色：現屬海南市、星號為當時的和歌山市 、31 - 43屬海部郡、51 - 86屬那賀郡）

- 1889年4月1日：實施町村制，名草郡下設：楠見村（日语：楠見村）、野崎村（日语：野崎村_(和歌山県)）、松江村（日语：松江村 (和歌山県)）、貴志村（日语：貴志村 (和歌山県)）、山口村（日语：山口村 (和歌山県)）、紀伊村（日语：紀伊村 (和歌山県)）、直川村（日语：直川村 (和歌山県)）、川永村（日语：川永村）、有功村（日语：有功村）、宮村（日语：宮村 (和歌山県)）、鳴神村（日语：鳴神_(和歌山市)）、岡町村（日语：岡町村）、中之島村（日语：中之島 (和歌山市)）、岡崎村（日语：岡崎村 (和歌山県)）、三田村（日语：三田村 (和歌山県)）、宮前村（日语：宮前村 (和歌山県)）、西和佐村（日语：西和佐村）、四箇鄉村（日语：四箇郷村）、和佐村（日语：和佐村）、安原村（日语：安原村 (和歌山県)）、紀三井寺村（日语：紀三井寺町）、日方村（日语：日方 (海南市)）、內海村（日语：内海町 (和歌山県)）、大野村（日语：大野村 (和歌山県)）、龜川村（日语：亀川村）、黑江村（日语：黒江町）、巽村（日语：巽村）、西山東村（日语：西山東村）、東山東村（日语：東山東村）。（29村）
- 1896年4月1日：日本實施郡制（日语：郡制），名草郡和海部郡合併為海草郡。[2]